# Grupo Independientes de Formentera
El Grupo Independientes de Formentera fue un partido político español que se presentaba a las elecciones de la isla balear de Formentera desde 1987.
Su ideología era concreta en la defensa de los intereses de la isla frente a los partidos estatales. Sin embargo en las elecciones al Parlamento de las Islas Baleares, formó coaliciones junto al Partido Popular, como por ejemplo las coaliciones Agrupació Independent Popular de Formentera y Sa Unió.
En el 2015 sufrió una refundación desapareciendo y dando paso a Compromis amb Formentera un nuevo partido de centro, ecologista y plural abierto a propuestas más moderada de la derecha y también de la izquierda.
En la actualidad se presentan Grupo Independientes de Formentera y Compromis amb Formentera se presentan a todas las elecciones integrados en Sa Unió de Formentera. Sa Unió de Formentera en algunas elecciones, pero no en todas van en coalición con Partido Popular de las Islas Baleares.
- Datos: Q720748